# لیک لاون (ویسکانسین)
لیک لاون (به انگلیسی: Lake Lawn) یک منطقهٔ مسکونی در ایالات متحده آمریکا است که در شهرستان والورس، ویسکانسین واقع شده‌است. لیک لاون ۲۸۴٫۰۸ متر بالاتر از سطح دریا واقع شده‌است.